# HHAT
HHAT (англ. Hedgehog acyltransferase) – білок, який кодується однойменним геном, розташованим у людей на 1-й хромосомі. Довжина поліпептидного ланцюга білка становить 493 амінокислот, а молекулярна маса — 57 313.
| 10         |  | 20         |  | 30         |  | 40         |  | 50         |
| ---------- |  | ---------- |  | ---------- |  | ---------- |  | ---------- |
| MLPRWELALY |  | LLASLGFHFY |  | SFYEVYKVSR |  | EHEEELDQEF |  | ELETDTLFGG |
| LKKDATDFEW |  | SFWMEWGKQW |  | LVWLLLGHMV |  | VSQMATLLAR |  | KHRPWILMLY |
| GMWACWCVLG |  | TPGVAMVLLH |  | TTISFCVAQF |  | RSQLLTWLCS |  | LLLLSTLRLQ |
| GVEEVKRRWY |  | KTENEYYLLQ |  | FTLTVRCLYY |  | TSFSLELCWQ |  | QLPAASTSYS |
| FPWMLAYVFY |  | YPVLHNGPIL |  | SFSEFIKQMQ |  | QQEHDSLKAS |  | LCVLALGLGR |
| LLCWWWLAEL |  | MAHLMYMHAI |  | YSSIPLLETV |  | SCWTLGGLAL |  | AQVLFFYVKY |
| LVLFGVPALL |  | MRLDGLTPPA |  | LPRCVSTMFS |  | FTGMWRYFDV |  | GLHNFLIRYV |
| YIPVGGSQHG |  | LLGTLFSTAM |  | TFAFVSYWHG |  | GYDYLWCWAA |  | LNWLGVTVEN |
| GVRRLVETPC |  | IQDSLARYFS |  | PQARRRFHAA |  | LASCSTSMLI |  | LSNLVFLGGN |
| EVGKTYWNRI |  | FIQGWPWVTL |  | SVLGFLYCYS |  | HVGIAWAQTY |  | ATD        |

A: Аланін

C: Цистеїн

D: Аспарагінова кислота

E: Глутамінова кислота

F: Фенілаланін

G: Гліцин

H: Гістидин

I: Ізолейцин

K: Лізин

L: Лейцин

M: Метіонін

N: Аспарагін

P: Пролін

Q: Глутамін

R: Аргінін

S: Серин

T: Треонін

V: Валін

W: Триптофан

Кодований геном білок за функціями належить до трансфераз, ацилтрансфераз, білків розвитку. 
Задіяний у такому біологічному процесі, як альтернативний сплайсинг. 
Білок має сайт для зв'язування з нуклеотидами, ГТФ. 
Локалізований у мембрані, ендоплазматичному ретикулумі.